# Atletiek op de Paralympische Zomerspelen 2024 - Kogelstoten mannen F40
Het kogelstoten voor mannen klasse F40 op de Paralympische Zomerspelen 2024 vond plaats op 7 september in het Stade de France. Deze klasse is voor atleten met een groeistoornis, stahoogte en armlengte van de atlete bij elkaar opgeteld is 173 centimeter of minder. De winnaar van 2020 was Denis Gnezdilov. Hij werd in 2024 opgevolgd door Miguel Monteiro uit Portugal, het zilver was voor de Mongoliër Battulga Tsegmid  en de Irakees Garrah Tnaiash won de bronzen medaille.

## Records
Voorafgaand aan het toernooi waren dit het wereldrecord en het Paralympisch record.
| Wereldrecord        | Portugal Miguel Monteiro        | 11.60 | Pombal | 27 februari 2022 |
| Paralympisch record | Russische ploeg Denis Gnezdilov | 11.16 | Tokio  | 29 augustus 2021 |

## Uitslag
| Rang   | Atleet                  | Atleet | #1    | #2    | #3    | #4    | #5     | #6    | Resultaat | Bijz. |
| ------ | ----------------------- | ------ | ----- | ----- | ----- | ----- | ------ | ----- | --------- | ----- |
| Goud   | Miguel Monteiro         | POR    | x     | 11.02 | 11.21 | 11    | 11.17  | r     | 11.21     | PR    |
| Zilver | Battulga Tsegmid        | MGL    | 9.61  | 9.72  | 10.3  | 10.48 | 11.09  | x     | 11.09     |       |
| Brons  | Garrah Tnaiash          | IRQ    | 10.44 | 10.7  | x     | 10.62 | '11.03 | 10.86 | 11.03     |       |
| 4      | Denis Gnezdilov         | NPA    | 10.80 | 10.37 | 10.53 | 10.65 | 10.77  | 10.63 | 10.80     |       |
| 5      | Ravi Rongali            | IND    | 10.44 | 10.49 | 10.63 | x     | 9.83   | 10    | 10.63     |       |
| 6      | Yannis Fischer          | GER    | 9.93  | 10.24 | 10.56 | 10.21 | 10.18  | 10.23 | 10.56     |       |
| 7      | Matija Sloup            | CRO    | 10.07 | x     | 10.25 | 10.23 | x      | 10.19 | 10.25     |       |
| 8      | Wei Wang                | CHN    | 9.83  | 9.90  | x     | x     | x      | x     | 9.90      |       |
| 9      | Mohammad Noordin Sopiee | SGP    | 8.68  | x     | 8.66  |       |        |       | 8.68      |       |